# Federal Motor Vehicle Company
Federal Motor Vehicle Company war ein US-amerikanischer Hersteller von Automobilen.

## Unternehmensgeschichte
Das Unternehmen hatte seinen Sitz in Brooklyn im US-Bundesstaat New York. Charles L. King war der Chefingenieur. Er begann 1901 mit der Produktion von Automobilen. Der Markenname lautete Federal. 1902 endete die Produktion.
Es gab keine Verbindung zur Rockford Automobile & Engine Company, die später den gleichen Markennamen benutzte.

## Fahrzeuge
Im Angebot standen Dampfwagen. Der Dampfmotor hatte zwei Zylinder und leistete 10 PS. Er war zusammen mit dem Dampfkessel im Heck des Fahrzeugs montiert und trieb über eine Kette die Hinterachse an. Die Karosserie bestand aus Metall. Der offene Runabout bot Platz für zwei Personen. Der Neupreis betrug 750 US-Dollar.